# Лазіосферія
Лазіосферія (Lasiosphaeria) — рід грибів родини Lasiosphaeriaceae. Назва вперше опублікована 1863 року.

## Поширення та середовище існування
В Україні зустрічається лазіосферія овеча (Lasiosphaeria ovina).

## Гелерея

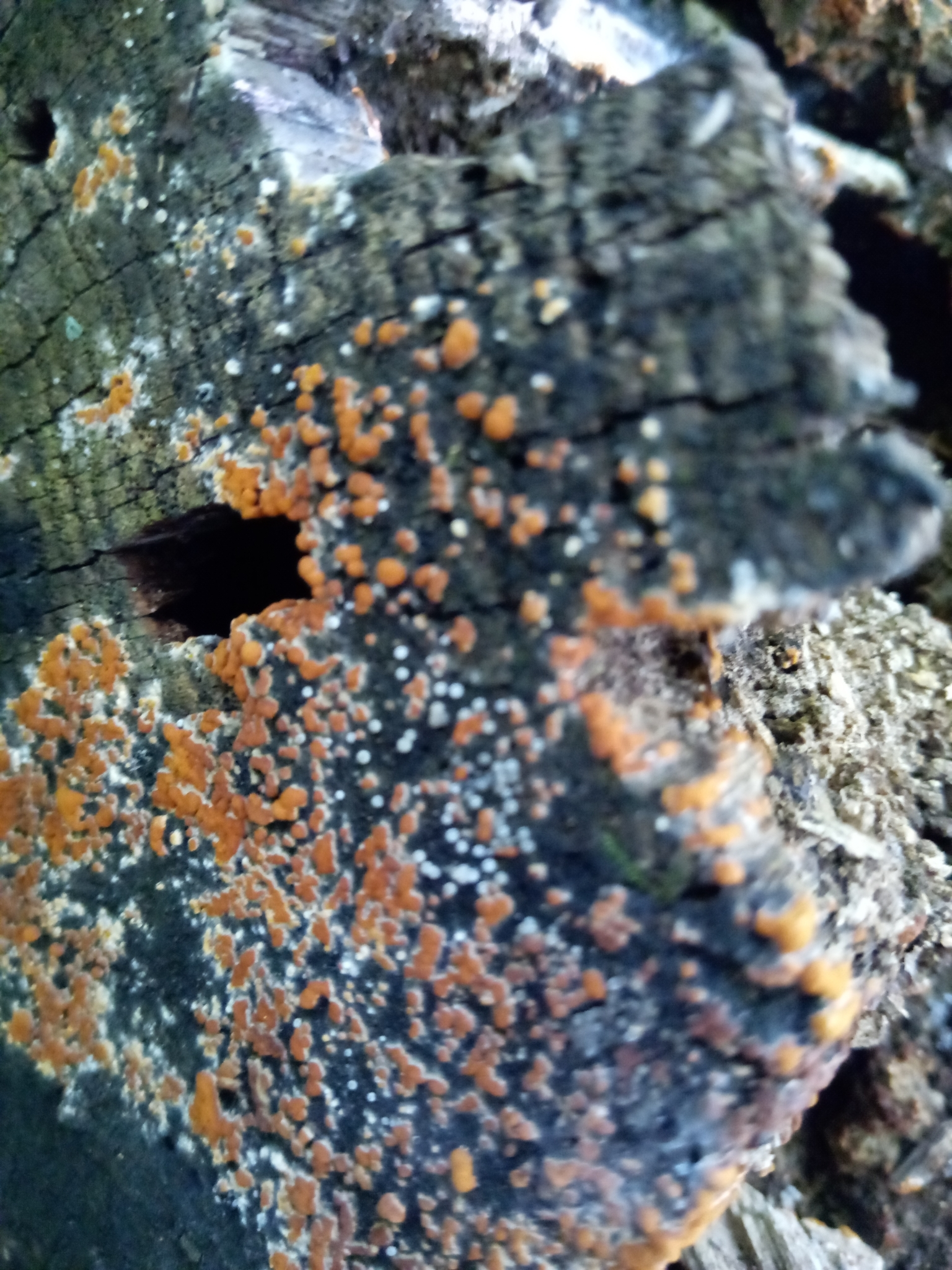
Lasiosphaeria ovina
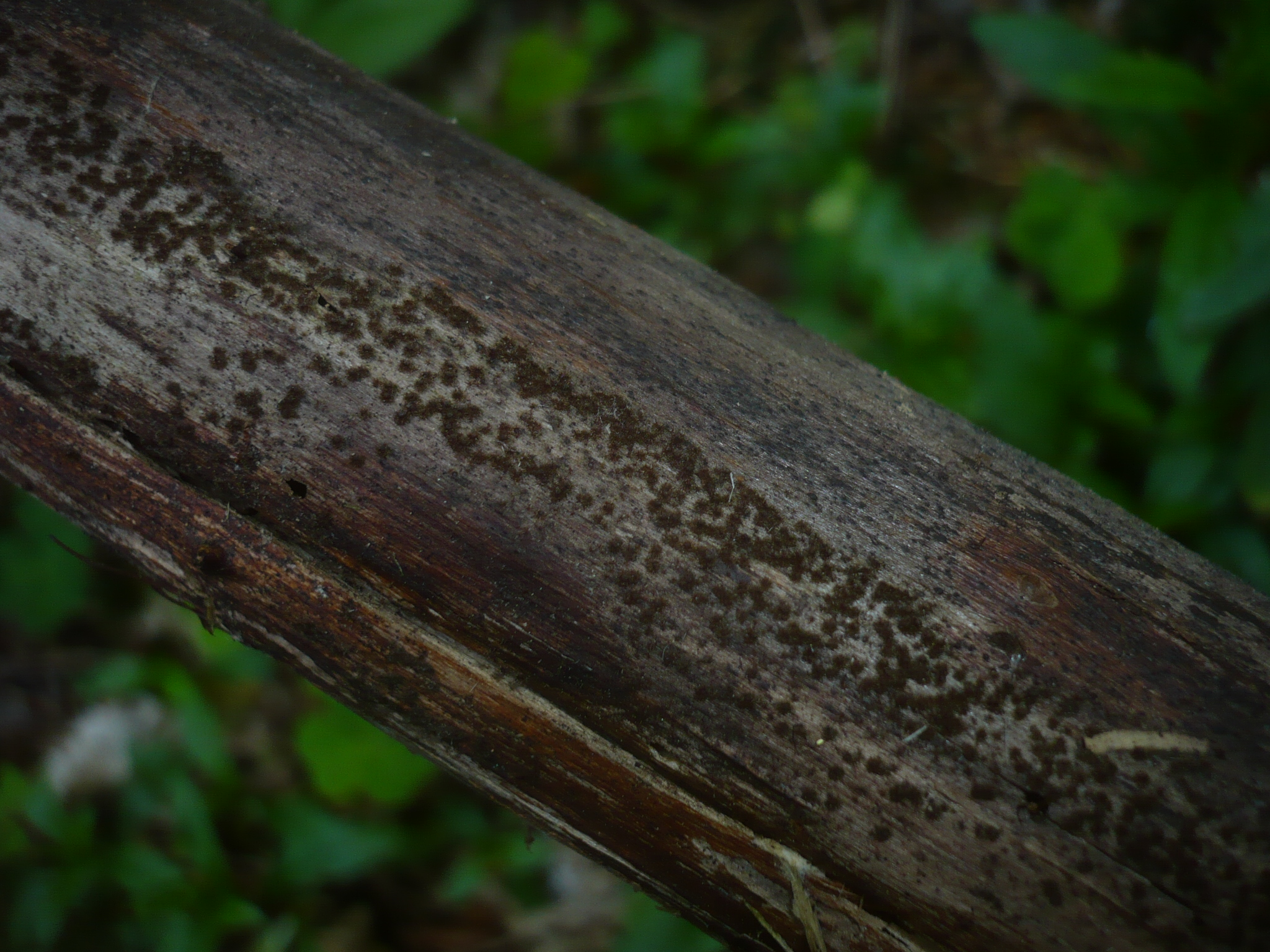
Lasiosphaeria strigosa